# Fredlanea kirschi
Fredlanea kirschi là một loài bọ cánh cứng trong họ Cerambycidae.